# Messy Little Raindrops
Messy Little Raindrops — второй студийный альбом британской певицы Шерил Коул, выпущенный 1 ноября 2010 года лейблом Fascination Records. Запись велась в Лос-Анджелесе и Лондоне. Релизу альбома предшествовал выпуск сингла «Promise This». Альбом дебютировал на первой строчке в чарте Великобритании и на второй — в чарте Ирландии. От музыкальных критиков альбом получил умеренные оценки.

## Об альбоме
В марте 2010 года Шерил объявила о начале работы над новым альбомом, который планирует выпустить в ближайшее время. Певец и композитор Райан Теддер подтвердил, что был в студии и записывал новый материал вместе с Коул. Своё участие в работе над альбомом подтвердили также певица Элли Голдинг и певец и композитор Ne-Yo. Альбом спродюсирован Уэйном Уилкинсом, который ранее работал с Шерил над её первым синглом «Fight for This Love». Также Коул вернулась к работе с will.i.am, который был продюсером её первого альбома.
В сентябре стало известно, что название второго альбома — Messy Little Raindrops. Название является строчкой из песни «Raindrops». Обложка альбома была презентована 14 октября.

## Синглы
- «Promise This» — первый сингл с альбома. Песня содержит отсылки к разводу Шерил с её мужем Эшли Коулом и к тому, как её бойфренд, танцор Дерек Хью, ухаживал за ней во время лечения от малярии.[7][8] Премьера состоялась 14 сентября на BBC Radio 1.[9] Музыкальное видео было снято клипмейкером Софи Мюллер и впервые показано на телеканале ITV2 21 сентября. 24 октября Шерил выступила с «Promise This» на The X Factor.[10] На следующий день сингл дебютировал на первой строчке в чарте Великобритании.[11]
- «The Flood» — второй и последний сингл с Messy Little Raindrops.[9] Премьера музыкального видео состоялась 24 ноября, а физический сингл стал доступен 3 января. Песня стала первым синглом Шерил, не достигшим первой пятёрки в британском чарте — пиковой позицией для него стало 18 место.[12]

## Список композиций
| №   | Название                                | Автор(ы)                                                                                  | Продюсер                                           | Длительность |
| --- | --------------------------------------- | ----------------------------------------------------------------------------------------- | -------------------------------------------------- | ------------ |
| 1.  | «Promise This»                          | Priscilla Hamilton, Wayne Wilkins, Christopher Jackson                                    | Wayne Wilkins                                      | 3:24         |
| 2.  | «Yeah Yeah» (featuring Travie McCoy)    | Travis McCoy, Finlay Dow-Smith, Wayne Hector                                              | Starsmith                                          | 3:16         |
| 3.  | «Live Tonight»                          | will.i.am, Cheryl Cole                                                                    | will.i.am                                          | 3:30         |
| 4.  | «The Flood»                             | Priscilla Hamilton, Wayne Wilkins                                                         | Wayne Wilkins, Antwoine "T-Wiz" Collins            | 3:57         |
| 5.  | «Amnesia»                               | Steve Kipner, Wayne Wilkins, Tamyra Savage                                                | Wayne Wilkins & Steve Kipner                       | 3:43         |
| 6.  | «Everyone» (featuring Dizzee Rascal)    | Andre Merritt, Wayne Wilkins, Antwoine Collins, Dylan Mills                               | Wayne Wilkins, Antwoine "T-Wiz" Collins            | 3:59         |
| 7.  | «Raindrops»                             | Jean-Baptiste, Priscilla Hamilton, Alain Whyte, Michael McHenry, Nick Marsh, Ryan Buendia | Free School                                        | 3:31         |
| 8.  | «Hummingbird»                           | Al Shuckburgh, Priscilla Hamilton                                                         | Shux                                               | 3:12         |
| 9.  | «Better to Lie» (featuring August Rigo) | Jonathan Rotem, August Rigo                                                               | Jonathan Rotem                                     | 3:29         |
| 10. | «Let’s Get Down» (featuring will.i.am)  | will.i.am, Cole                                                                           | will.i.am                                          | 3:51         |
| 11. | «Happy Tears»                           | Nasri Atweh, Wayne Wilkins, Antwoine Collins                                              | Wayne Wilkins, Antwoine "T-Wiz" Collins, RIch King | 3:54         |
| 12. | «Waiting»                               | Jean-Baptiste, Michael McHenry, Nick Marsh, Ryan Buendia, Kelis Rogers                    | Free School                                        | 4:09         |

| №   | Название                        | Автор(ы)                                   | Продюсер                    | Длительность |
| --- | ------------------------------- | ------------------------------------------ | --------------------------- | ------------ |
| 13. | «Fight for This Love»           | Andre Merritt, Wayne Wilkins, Steve Kipner | Wayne Wilkins, Steve Kipner | 3:46         |
| 14. | «3 Words» (featuring will.i.am) | will.i.am, George Pajon, Cheryl Cole       | will.i.am                   | 4:36         |
| 15. | «Parachute»                     | Ingrid Michaelson, Marshall Altman         | Syience                     | 3:42         |